# Худисан
Ху́дисан (осет. Худисæн) — село в Алагирском районе Республики Северная Осетия-Алания. Входит в состав Зарамагского сельского поселения. Код Федеральной налоговой службы 1514. 

## Географическое положение
Населённый пункт расположен в боковом от Алагирского — ущелье Варце, на левом берегу реки Варцедон, в 18 км к юго-востоку от центра сельского поселения Нижний Зарамаг, в 62 км к югу от районного центра Алагир и в 96 км к юго-западу от Владикавказа (по дороге).

## Этимология
А. Д. Цагаева  в своей книге «Топонимия Северной Осетии» расшифровывает данный топоним как «место, где снимают шапку».

## История
В середине XIX века Худисан представлял собой маленький населённый пункт, состоящий из 6 дворов, с общей численностью населения в 34 человека. Основными жителями Худисана являлись представители фамилии Ногаевых. Жители села занимались в основном скотоводством. К началу XX века население села выросло до 76 человек, однако, с 1910 года начался отток населения из села. 
Всесоюзная перепись 1926 года зафиксировала, что селение Худисан состоит из 6 дворов, в которых проживает 22 мужчины и 26 женщин, общим числом 48 человек. Из них 1 человек был обучен грамоте. 

## Население
| 2002 | 2010 | 2021 |
| ---- | ---- | ---- |
| 1    | ↘0   | →0   |

## Топографические карты
- Лист карты K-38-40 Верх. Згид. Масштаб: 1 : 100 000. Состояние местности на 1984 год. Издание 1988 г.